# Llista de ciutats d'Etrúria
Aquesta és una llista de ciutats d'Etrúria:
AmeriaAmeria és considerada la ciutat més antiga d'Úmbria. La llegenda diu que va ser fundada per un llegendari rei d'Úmbria, el rei Ameros, que va donar el seu nom a la ciutat. Cató el Vell diu que Ameria va ser fundada 963 anys abans de la guerra amb Perseu, la Tercera Guerra Macedònica (171-168 aC), per tant l'any 1134 aC. Aquesta ciutat la van ocupar els etruscs, i més tard els romans. El seu nom no surt a la història de la conquesta romana d'Úmbria. Ameria va ocupar un lloc estratègic a la Guerra llatina (340-338 aC), ja que estava situada a una branca de la Via Càssia anomenada Via Amerina, que començava a Falerii i travessava el Tíber a Castellum Amerinum, probablement Orte.
Aqua Caeretanaeera una vila prop de Caere, a Etrúria, amb uns famosos banys. És la moderna Bagno di Sasso.
Arretiumuna antiga ciutat etrusca, l'actual Arezzo, situada a la part alta de la vall de l'Arnus (Arno) a uns 7 km del riu. Antigament la Via Càssia, que passava per Florència i Lucca, l'unia amb Roma, i el seu territori incloïa la vall alta de l'Arno, una part de la vall del Tiber, i la vall del Clanis, segons l'Itinerari d'Antoní i la Taula de Peutinger.
BleraEstrabó diu que era una de les ciutats petites (πόλιχναι) dels etruscs. Segons la Taula de Peutinger, estava situada a la Via Clòdia entre Forum Clodii i Tuscània, al lloc on avui hi ha el poble de Bieda, uns 20 km al sud-oest de Viterbo.
Caereuna antiga ciutat d'Etrúria, a poca distància de la costa de la mar Tirrena, a la vora d'un riu anomenat Caeretanus Amnis, segons Plini el Vell, (avui Vaccina). Feia frontera amb Veïs (llatí Veii) per l'est i amb Tarquínia (Tarquinii) pel nord. Era a menys de 50 km de Roma. Avui és la vila de Cerveteri.
Capenauna ciutat d'Etrúria situada al nord-est de Veïs i al sud-oest de Falerii i prop del peu de la muntanya de Soracte. És mencionada repetidament a la primera època de la història de Roma.
Careiaeuna antiga ciutat d'Etrúria, a la Via Clodia, la primera mansio més enllà de Veii. Sext Juli Frontí la menciona, i apareix a la Taula de Peutinger. Estava situada al poble actualment abandonat de Galera, a uns 25 km (15.000 passes) de Roma.
Cecinauna ciutat a la desembocadura del riu Cecina, anomenada així per una família etrusca passada després a Roma, els Cecina que posseïen grans extensions de terra, pous d'argila, forns i salines en aquell territori. És l'actual ciutat de Cecina, a la Toscana.
CentumcellaeCiutat a la costa d'Etrúria a uns 80 km de Roma. La va construir l'emperador Trajà que hi va tenir una vil·la. Era una ciutat bastant gran que a la caiguda de l'Imperi, va ser ocupada pels gots. Els romans d'Orient la van atacar i Belisari la va ocupar, però Tòtila la va reconquerir, fins que Narses la va recuperar. L'any 812 va ser destruïda pels sarraïns i els seus habitants es van retirar a l'interior i van fundar Civita Vecchia.
Cerveteril'antiga Caere, on s'ha trobat la Necròpoli de la Banditaccia, declarada Patrimoni de la Humanitat per la UNESCO.
Clúsiuml'actual Chiusi, una de les ciutats etrusques més importants i una de les dotze de la Lliga Etrusca. Era a uns 35 km al sud de Cortona d'Etrúria, prop d'un llac anomenat avui Lago di Chiusi.
Cortonauna de les més antigues i poderoses ciutats de l'interior d'Etrúria. Era a uns 15 km del Llac Trasimè, situada en un turó entre Arretium i Clúsium.
Cosauna antiga ciutat d'Etrúria a la costa entre Portus Herculis i Garviscae. Alguns la situen entre les 12 ciutats de la lliga Etrusca però no n'hi ha cap constància. Plini el Vell diu que depenia de Volci, que era a uns 35 km, però no se sap si era així des sempre o només en el temps en què va escriure. La ciutat no té registres històrics; només apareix l'any 273 aC quan una colònia romana s'hi va establir, i se sap que pocs anys abans els romans havien triomfat sobre Volci.
Estatònia(en llatí Statonia, en grec antic Στατωνία): ciutat del sud d'Etrúria esmentada per Estrabó com una de les ciutats més petites d'aquesta part d'Itàlia. Plini el Vell diu que era un municipi. Tenia pedreres al seu territori que probablement tocava al de Tarquínia, però no se'n sap la seva localització. Plini també diu que era famosa pel seu vi.
Ferentium o Ferentinumva ser una antiga ciutat d'Etrúria, situada al nord de les muntanyes Cimínies, a uns 8 km del Tíber i a la mateixa distància de l'actual Viterbo. Es creu que era una dependència de Volsinii, ja que no apareix a la història del temps dels etruscs.
Ferònia (llatí Feronia)va ser una ciutat del sud d'Etrúria al peu del mont Soracte, al territori de Capena, amb un cèlebre temple o santuari de la deessa Ferònia, i una cova sagrada annexa. Estrabó és l'únic que esmenta la ciutat, però altres autors només esmenten la Lucus Feroniae o la Feroniae fanum, però probablement la ciutat va sorgir al llarg dels anys entorn de la fira que es feia a les reunions anyals. Ferònia era una deessa dels sabins i aquest poble assitia a les reunions del santuari, tot i que el santuari era a Etrúria i dependent de la ciutat de Capena. La primera menció dels festivals anyals és del temps del rei Tul·li Hostili. El temple va acumular riqueses en el curs dels anys i Hanníbal es va veure temptat d'acostar-se al santuari durant la seva retirada de Roma l'any 211 aC amb el propòsit de saquejar-lo, cosa que va fer i es va emportar tot l'or i plata. La història esmenta alguns prodigis que van passar allí i molta gent acudia a aquell lloc pels miracles; alguns devots creuaven descalços per damunt de les brases roents (algunes fonts diuen que això correspon a un temple d'Apol·lo al cim del Soracte, però probablement es va traslladar des allí al més cèlebre santuari al seu peu).
Fescenniumva ser una antiga ciutat d'Etrúria, propera a Falerii. Virgili menciona les Fescenninae acies ('tropes de Fescennium') entre les forces etrusques que van seguir Turnus quan feia la guerra contra Eneas.
FregenaeCiutat de la costa d'Etrúria entre Alsium i la desembocadura del Tíber. Titus Livi diu que era una colònia marítima probablement establerta al mateix temps que Alsium l'any 245 aC. Velleius Paterculus esmenta la fundació de les dues colònies però dona el nom de Fregellae en lloc de Fregenae, però l'Epitome diu que Fregenae va ser fundada com a colònia al mateix temps que Brundisium i com que se sap que Brundisium es va fundar el 244 aC segons el mateix Velleius Paterculus, cal pensar que es referia a Fregenae i no a Fregellae que havia de ser més antiga. Construïda en terreny pantanós i poc sa, no va tenir gaire importància i quan es va construir Portus Augusti a la dreta del Tíber va decaure fins a ser un llogaret. Encara apareix a Estrabó, Plini el Vell i als Itineraris però Rutili Claudi Namacià a la seva descripció de la costa d'Etrúria ja no en parla i no s'han trobar ruïnes que li puguin correspondre i que haurien de ser prop de Torre di Maccarese, entre Palo i Porto, a la desembocadura del riu Arone.
Graviscaeciutat de la costa d'Etrúria entre Cosa i Castrum Novum. Es creu que era situada a la rodalia del riu Marta on queden les restes de dues antigues ciutats: una a la dreta, a menys de 2 km de la desembocadura i una altra a la costa a la vora del rierol San Clementino o Le Saline, també a menys de 2 km de la desembocadura del Marta. No consta la seva existència abans de l'establiment d'una colònia romana l'any 181 aC, però se sap que formava part del territori de Tarquínia (Tarquinii) i es pensa que podria haver estat el port d'aquesta ciutat, igual que Pyrgi era el port de la veïna Caere. La zona era poc fèrtil i poc saludable i la ciutat no era prospera però existia encara en temps d'Estrabó, Plini el Vell i Claudi Ptolemeu i encara surt als Itineraris. Rutili Claudi Namacià l'esmenta l'any 416 com una ciutat en completa decadència amb només un grup de cases.
Herbanumciutat d'Etrúria que menciona Plini el Vell, i la situa a l'interior. Alguns suposen que podria ser la ciutat anomenada Urbs Vetus per Paulus Diaconus, i Urbiventum per Procopi, noms que corresponen a Orvieto. Herbanum seria el nom llatí de la ciutat etrusca sobre la qual Orvieto es va edificar, però això només és una hipòtesi.
Horta o Hortanumva ser una antiga ciutat d'Etrúria, a la dreta del Tíber prop de la confluència amb el Nar (avui Nera). Prop de la ciutat (a uns 6 km) hi havia el llac Vadimonis escena de les decisives batalles que els etruscs van perdre davant dels romans els anys 310 aC i 283 aC.
Liburni Portusport de la costa d'Etrúria al sud de Porto Pisano, prop de la desembocadura de l'Arno, que és la moderna ciutat de Livorno.
Lorium o Lauriumciutat del sud d'Etrúria i estació de la via Aurèlia, a uns 18 km de Roma, segons l'Itinerari d'Antoní i la Taula de Peutinger. És coneguda perquè la família d'Antoní Pius tenia una vil·la a la ciutat on l'emperador hi va créixer, i que més tard va convertir en palau i on va residir amb freqüència. Allà hi va morir. També era el lloc preferit com a residència del seu successor Marc Aureli, com se sap per la correspondència que va mantenir amb el seu mestre Marc Corneli Frontó. Ja era una ciutat decadent en temps de l'historiador Juli Capitolí, que només parla de les seves ruïnes. Sembla que el lloc va seguir habitat i encara era seu d'un bisbe al segle v però després va ser abandonada. Es creu que correspon a Castel di Guido, a la vora del rierol de Bottaccia, on s'han trobat restes d'edificis i tombes; a la part alta es veuen les restes d'un edifici mes luxós probablement la vil·la-palau de l'emperador.
Luna (Λούνα)ciutat d'Etrúria, a l'esquerra del riu Macra a poca distància de la seva desembocadura i, per tant, prop de Ligúria, però hi ha discrepàncies si era ciutat etrusca o lígur. Plini el Vell l'esmenta com la primera ciutat d'Etrúria i també la situen a Etrúria Estrabó i Claudi Ptolemeu. Pomponi Mela l'assigna en canvi a Ligúria. Quan el riu Macra va ser convertit en límit entre les dues regions, Luna va quedar dins d'Etrúria però anteriorment, quan els romans van arribar a la zona, eren els lígurs els que la dominaven. Titus Livi diu que va ser una ciutat etrusca abans de pertànyer als lígurs, però de moment no s'hi han trobat restes etrusques.
Maesia Silvaera una zona boscosa d'Etrúria en territori de Veïs que Ancus Marcius va conquerir, segons Titus Livi. El lloc de la zona no ha pogut ser determinat però era segurament a la dreta del Tíber, entre Roma i la costa. Plini el Vell diu que a la selva abundaven els lirons.
Mons Politanussegons la tradició la va fundar el rei etrusc Lars Porsena de Clúsium (actual Chiusi). Les troballes recents demostren que hi havia un assentament etrusc als segles IV-III aC. En època romana va ser la seu d'una guarnició que vigilava les principals vies de la zona. És l'actual Montepulciano.
Nepet o Nepeteels faliscs van fundar la ciutat 450 anys abans de l'existència de Roma. Van estar des d'un principi en relacions amb els etruscs i molt influïts per ells, que van habitar a la ciutat. La primera notícia escrita de la ciutat ve de l'historiador Titus Livi, que diu que l'any 383 aC era aliada de Roma.
Nurcia o Ortiauna antiga ciutat etrusca amb una necròpolis, prop de Vetralla. El lloc es troba al costat de la Via Clòdia, i no està lluny de la més coneguda ciutat etrusca de Tarquínia.
Perusial'actual Perusa. Una de les principals ciutats d'Etrúria a la frontera d'aquest territori, situada en un turó a la vora de la riba dreta del Tíber, i propera al llac Trasimè (Lago Trasimeno)
Pirgos (Pyrgi)ciutat de la costa d'Etrúria entre Alsium i Castrum Novum, a uns 50 km de Roma, segons l'Itinerari d'Antoní i 10 km (50 estadis) de Caere, ciutat a la que feia de port, segons Estrabó. És possible que no sorgís amb aquesta funció, sinó que es va construir a l'entorn del temple d'Ilitia que va tenir culte durant molt de temps. La fundació d'aquest temple s'atribuïa als pelasgs, i sembla cert, ja que la veïna Caere també va ser un assentament pelasg. Virgili l'anomena «ciutat antiga», i diu que va ser una de les ciutats que va enviar ajuda a Eneas. L'any 384 aC va ser atacada per Dionís el vell de Siracusa, atret per les riqueses del temple. Va sorprendre la ciutat de nit i va saquejar el temple, i Diodor de Sicília diu que el botí va pujar a 1000 talents. Es creu però que els habitants de Pirgos es dedicaven sovint a la pirateria, i que l'assalt al temple va ser una represàlia. Titus Livi diu que era una colònia marítima, juntament amb Fregenae i Castrum Novum. Apareix a diverses obres geogràfiques i Estrabó diu que era una ciutat petita. Servi Maure Honorat diu que a la seva època (segle iv) era només un castellum, però en temps de Rutili Claudi Namacià (segle v) ja només era una vila en completa decadència. A l'edat mitjana va agafar el nom de Santa Severa.
Pisna, Piseactualment Pisa, era una ciutat d'Etrúria a la riba nord del riu Arnus (Arno). Com a ciutat etrusca, se'n coneix ben poc, i les restes trobades són minses. Els pisans van lluitar sovint contra els lígurs i, dins la confederació etrusca, eren un poder marítim important i probablement practicaven la pirateria.
Pistoriauna ciutat d'Etrúria situada a la part nord dels Apenins a la via entre Florentia i Lucca a uns 35 km de cadascuna, segons l'Itinerari d'Antoní. Va ser una ciutat etrusca, però no n'han quedat restes. Va passar als romans en època desconeguda i segons Plini el Vell era un municipi de segon ordre.
Populòniasituada a la costa, enfront de l'illa d'Elba, a uns 8 km al nord de Piombino. S'aixecava sobre un turó elevat, que s'alçava bruscament des del mar. La ciutat ocupava l'extrem nord del promontori en un emplaçament gairebé aïllat. Aquest promontori (el Ποπλώνιον ἄκρον de Claudi Ptolemeu) està separat dels turons de més a l'interior per una franja de terreny pla i pantanós.
Portus Lunaeera el port de la colònia romana de Luna, situat a uns dos km de la ciutat, a la costa, que va ser molt famós per la seva situació i protecció, considerat el port natural on hi cabien totes les naus d'Europa. Estrabó diu que era un dels millors ports del món. Els romans el van utilitzar freqüentment com a base naval on es preparaven les naus que es dirigien a Hispània o a Sardenya, fins i tot abans d'haver sotmès totes les tribus lígurs de les muntanyes. Enni el va visitar en una ocasió, probablement acompanyat per Cató el Vell, i va quedar tant impressionat que el va descriure a la introducció dels seus Annals. És el modern golf de La Spezia. Un promontori anomenat Lunae Promontorium (avui Ponta Bianca) formava una divisió natural del golf. El golf tenia una llargada de 10 km i una amplada de 5 i dins tenia com a petits subports que formaven Portus veneris (Porto Venere) a l'oest, i Portus Ericis (Lerici) a l'est.
Soracteés una muntanya d'Etrúria, al sud-est de Falèria, en la que hi havia un temple dedicat a Apol·lo que s'adorava amb uns rituals propis, i se suposava que els seus sacerdots podien passar sense cremar-se per damunt de les brases enceses amb els peus nus, segons expliquen Virgili. Sili Itàlic i Plini el Vell. Al lloc d'aquest temple segurament és on avui s'aixeca el Monestir de San Silvestro o Preste. Molt proper a la muntanya hi havia un llac d'aigües sulfuroses, i els seus vapors provocaven la mort dels ocells. Aquesta muntanya és un contrafort dels Apenins, dels que està separada per una vall, i per això es destaca en el paisatge de la plana circumdant.
Suana (Σοῦανα) moderna SovanaCiutat del sud d'Etrúria situada a la vall del Fiora a uns 35 km de la costa i a uns 30 km a l'oest de Volsinii. No es menciona a l'antiguitat, però ant Plini el Vell com Claudi Ptolemeu diuen que era una important ciutat etrusca durant l'Imperi Romà. A la rodalia s'han trobat tombes etrusques, sobretot sepulcres excavats a la roca, i adornats amb elements arquitectònics. A l'època cristiana era la seu d'un bisbe.
Sudertum (Σούδερτον)Ciutat del sud d'Etrúria entre Volsinii i la costa. Plini el Vell l'esmenta com a municipi. La ciutat no ha pogut ser situada i hi ha contradiccions sobre la forma del seu nom. Tant Plini el Vell com Titus Livi l'anomenen Sudertum i també Subertum, i Claudi Ptolemeu parla de Sudertum, probablement el nom correcte.
Tarquíniava ser una de les dotze ciutats de la Lliga Etrusca, suposadament fundada per Tarcont, fill o germà del mític Tirrè (fundador també de les altres ciutats de la lliga). L'historiador del segle i, Justí, diu que la ciutat va ser fundada pels tessalis (suposadament els pelasgs) als qui atribueix en general la colonització de tota Etrúria.
VeïsL'historiador Eutropi l'anomena civitas antiquissima Italiae atque ditissima ('una ciutat d'Itàlia antiquíssima i riquíssima'). Estava separada del territori romà pel riu Albula (més tard, Tíber), en una època en què ni el Turó Vaticà ni el Janícul pertanyien a Roma.
Vetulòniauna de les dotze ciutats principals ciutats d'Etrúria. Ja era destruïda o abandonada al segle vi aC.
Volcisituada en una plana a la riba dreta del riu Armina (avui Fiora), a uns 15 km de la desembocadura. Va ser una de les dotze ciutats principals etrusques i membre de la Lliga Etrusca. Se sap perquè l'esmenten els Fastii Capitolinii, que registren un triomf romà en aquella ciutat l'any 280 aC.
Volsiniiuna antiga ciutat d'Etrúria (anomenada Velzna abans de la seva destrucció), a la vora del llac del mateix nom (lacus Volsiniensis) i a la Via Clòdia, entre Clúsium i Forum Cassis, segons l'Itinerari d'Antoní i la Taula de Peutinger. Era una de les dotze ciutats de la Lliga Etrusca i una de les més poderoses, i segons Titus Livi, tenia molt proper el Fanum Voltumnae, el temple on es reunien anualment les tribus etrusques, a la vora del llac.
Volterrava ser l'etrusca Velathri i la romana Volaterrae. Com a ciutat etrusca era una de les principals (una de les dotze ciutats de la Lliga Etrusca) i estava emmurallada des del segle iv aC. Segons Estrabó estava situada dalt d'un turo, i per accedir-hi s'havien de pujar, per qualsevol de les seves bandes, quinze estadis de forta pendent.

## Les dotze ciutats
Segons la tradició que recull Titus Livi, entre l'any 600 aC i el 500 aC es va formar una aliança entre dotze ciutats etrusques, que s'anomenava la Lliga Etrusca, Federació Etrusca o Dodecàpolis (en grec Δωδεκάπολις). Segons la llegenda, Tarcont i el seu germà Tirrè van fundar la Lliga Etrusca de les dotze ciutats. Tarcont va donar el seu nom a la ciutat de Tarquinnii, com era coneguda pels romans. Tirrè va donar el seu nom als tirrens, el nom alternatiu dels etruscs.
El territori central d'Etrúria incloïa 12 ciutats (duodecim Etruriae populi), però com que cap autor en dona una llista completa s'han hagut de suposar: les que figuren en totes les teories són Tarquinii, Veii, Volsinii, Clúsium, Volaterrae, Vetulonia, Perusia, Cortona, i Arretium, les que tenen les majors probabilitats de ser-hi incloses són Caere i Falerii, i les que es consideren fundades pels etruscs, però no hi ha cap prova de què en formessin part són Faesulae, Rusel·les, Pisae, i Volci, totes de semblant importància. Populonium és considerada colònia de Volaterrae, però en algun moment va ser independent i el mateix caldria dir de Capena, Luna i d'altres. És possible que el nombre fos sempre el mateix, però que no sempre fossin les mateixes ciutats.
Les modernes llistes donen com a més probables: Vetulònia, Arezzo (Arretium), Cortona, Bolsena (Volsinii), Perusa (Perugia), Popluna (Populònia), Clúsium (Chiusi), Ruselle (Rusel·les), Vulci (Vúlcia), Tarquínia o Tarquinii, Chisra (Cerveteri) i Veii (Veïs). Volterra (Volaterrae) no era una de les dotze ciutats, però potser ho va ser en algun moment en lloc d'una altra.